# Oeslau

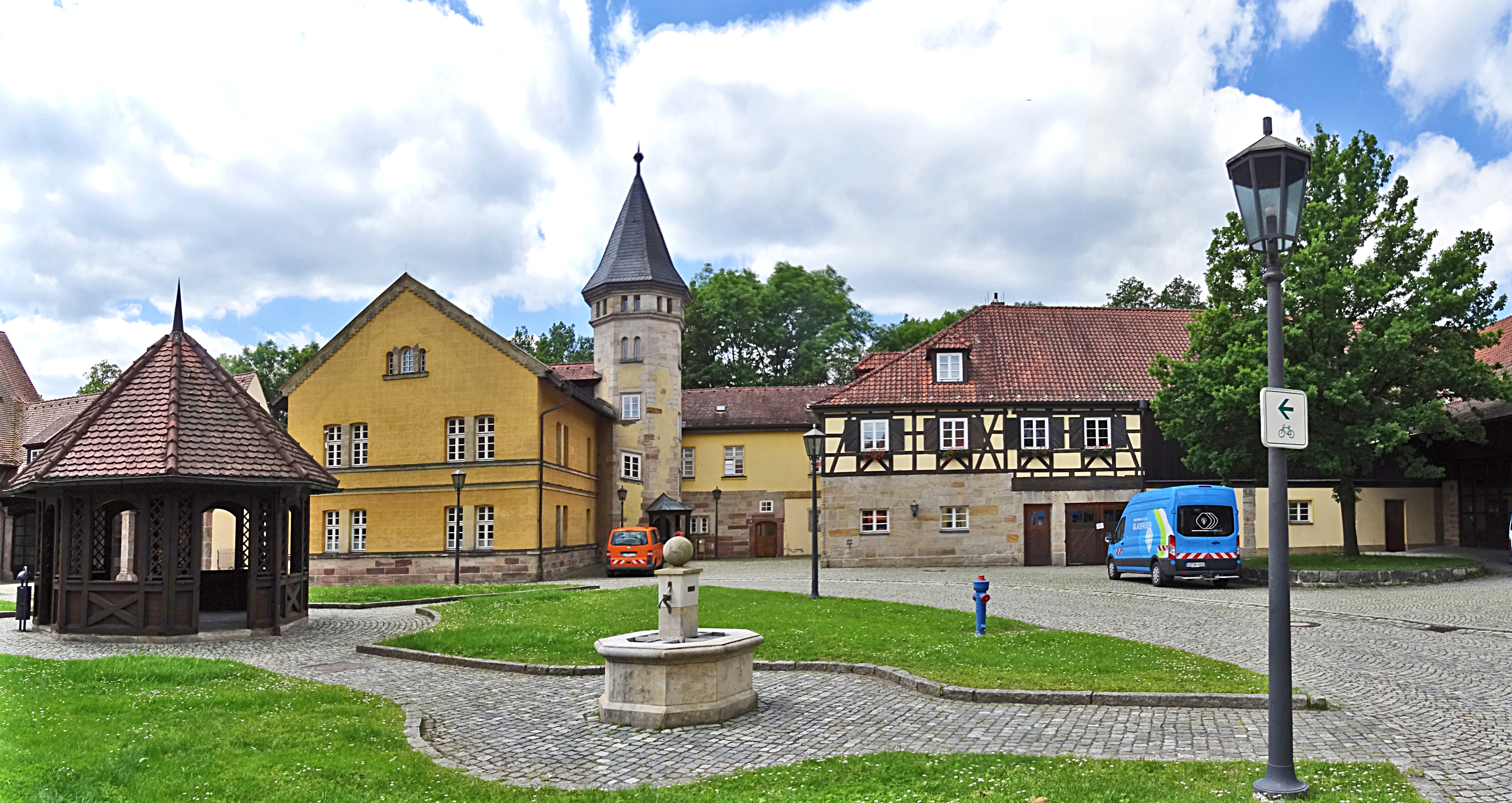
Domäne Oeslau

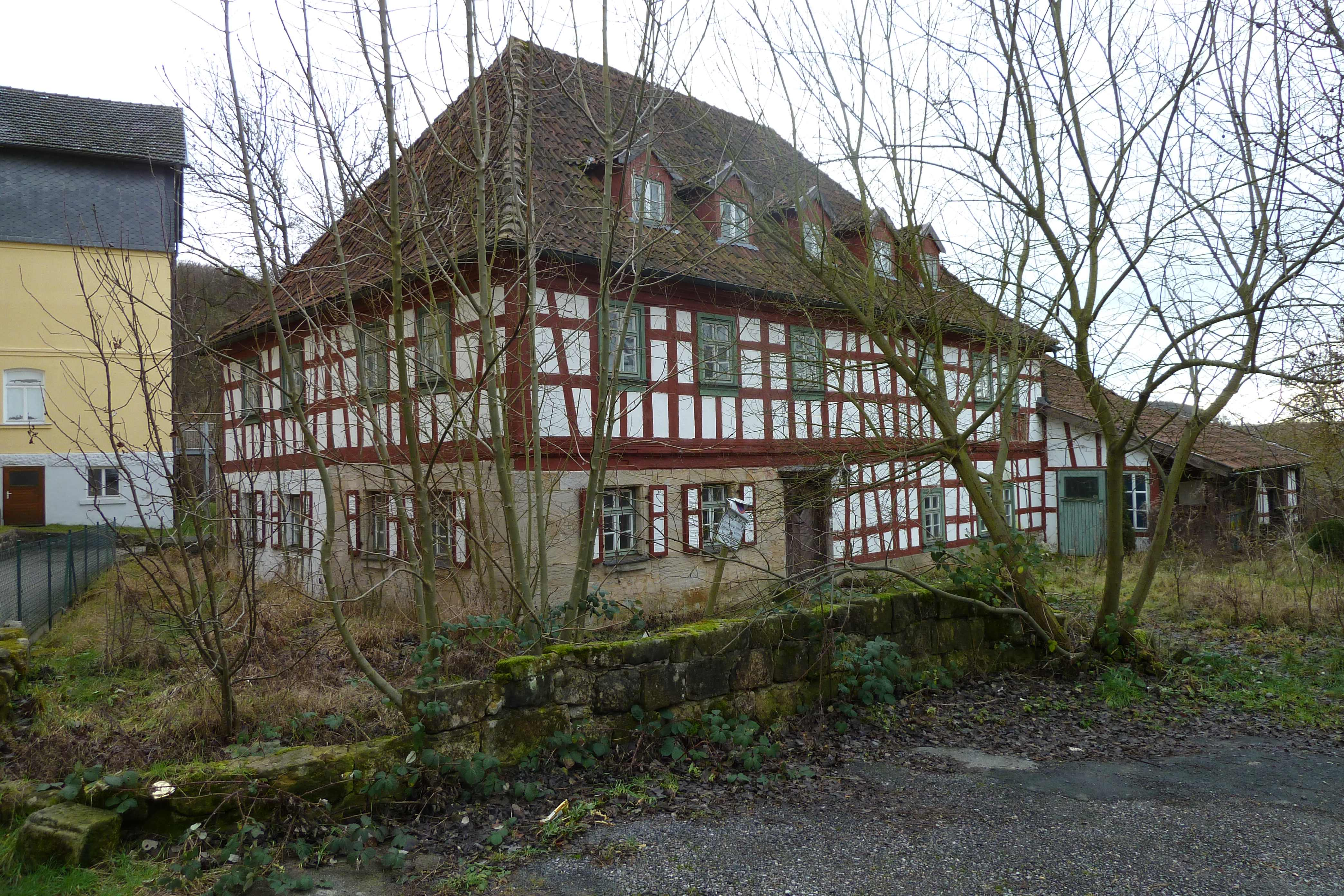
Herrgottsmühle

Oeslau ist ein Stadtteil der oberfränkischen Stadt Rödental im Landkreis Coburg. Am 1. Januar 1971 gehörte Oeslau neben den damaligen Gemeinden Mönchröden, Einberg, Rothenhof, Kipfendorf und Unterwohlsbach zu den „Gründungsgemeinden“ Rödentals.

## Geografie
Der historische Kern Oeslaus, die heutige Domäne, liegt zwischen der Röden und der Itz. Die Röden mündet im Ortsbereich in einen Mühlgraben der Itz, den Wohlsbach, und dann in die Itz. Bis zu vier Mühlen gab es in der Ortschaft.

## Geschichte
Die erste Erwähnung der Siedlung ozzelen, aus der sich das heutige Oeslau entwickelte, stammt aus dem Jahr 1162. Chuonart Marholt de Ozzelen war wohl Vorsteher der Siedlung und wurde in einem Spruchbrief des Bamberger Bischofs Eberhard II. bezüglich eines Grenzstreits zwischen dem Kloster Banz und Hermann Sterker, Burggraf von Meißen, als Zeuge angegeben.
Der Hof mit einer Wehranlage entstand an einer mittelalterlichen Handelsstraße aus dem Maintal nach Erfurt und einer früheren Furt über den Fluss Röden. Aus der Wehranlage entwickelte sich im Laufe der Jahrhunderte eine Wasserburg und schließlich ein Schloss. Eigentümer war unter anderem seit dem 14. Jahrhundert das Burgherrengeschlecht derer von Coburg, die 1451 das Anwesen an die Münzmeister von Rosenau veräußerten. Im Jahr 1600 wurden Schloss und Gut von Herzog Johann Casimir für 28.000 Gulden erworben und gingen an die fürstliche Kammer Coburg als Domäne über. Vom mittelalterlichen Bestand ist nichts mehr vorhanden. Im Jahr 1632 wurde im Verlauf des Dreißigjährigen Krieges das Dorf zerstört. Der Wiederaufbau zog sich rund hundert Jahre hin. 1848 zerstörte ein Brand das Wasserschloss. An Stelle des Wirtschaftsgebäudes entstand ein Neubau im altdeutschen Burgenstil.
Im Jahr 1858 wurde die Bahnstrecke Coburg–Sonneberg mit dem Bahnhof Oeslau eröffnet. Bis zur Einrichtung einer Volksschule 1884 mussten die Oeslauer Schüler nach Einberg gehen. 1902 gab es den Anschluss der Gemeinde an das Gasversorgungsnetz und 1910/11 an das Stromnetz.
1604 wurde die erste Holzbrücke über den Mühlgraben errichtet, die 1806 durch eine Bogenbrücke aus Sandsteinquadern und 1901 durch eine eiserne Brücke (Herzog-Alfred-Brücke) ersetzt wurde. Eine hölzerne Brücke über die Röden entstand 1869, 1890 folgte eine aus Steinquadern.

### Ortsname
Graßmuck geht bei dem Ortsnamen von einer slawischen Form Oslin aus, von slawisch osla (Schleifstein).

## Einwohnerentwicklung
Die Einwohnerentwicklung ist gekennzeichnet durch starke Zuwächse infolge der expandierenden Industriebetriebe und infolge der Flüchtlinge nach dem Zweiten Weltkrieg.
| Jahr | Einwohnerzahl |
| ---- | ------------- |
| 1783 | 182           |
| 1875 | 389           |
| 1900 | 1150          |
| 1933 | 1457          |
| 1939 | 1614          |

| Jahr | Einwohnerzahl |
| ---- | ------------- |
| 1950 | 2616          |
| 1960 | 3636          |
| 1970 | 4510          |
| 2011 | 3388          |

## Sehenswürdigkeiten

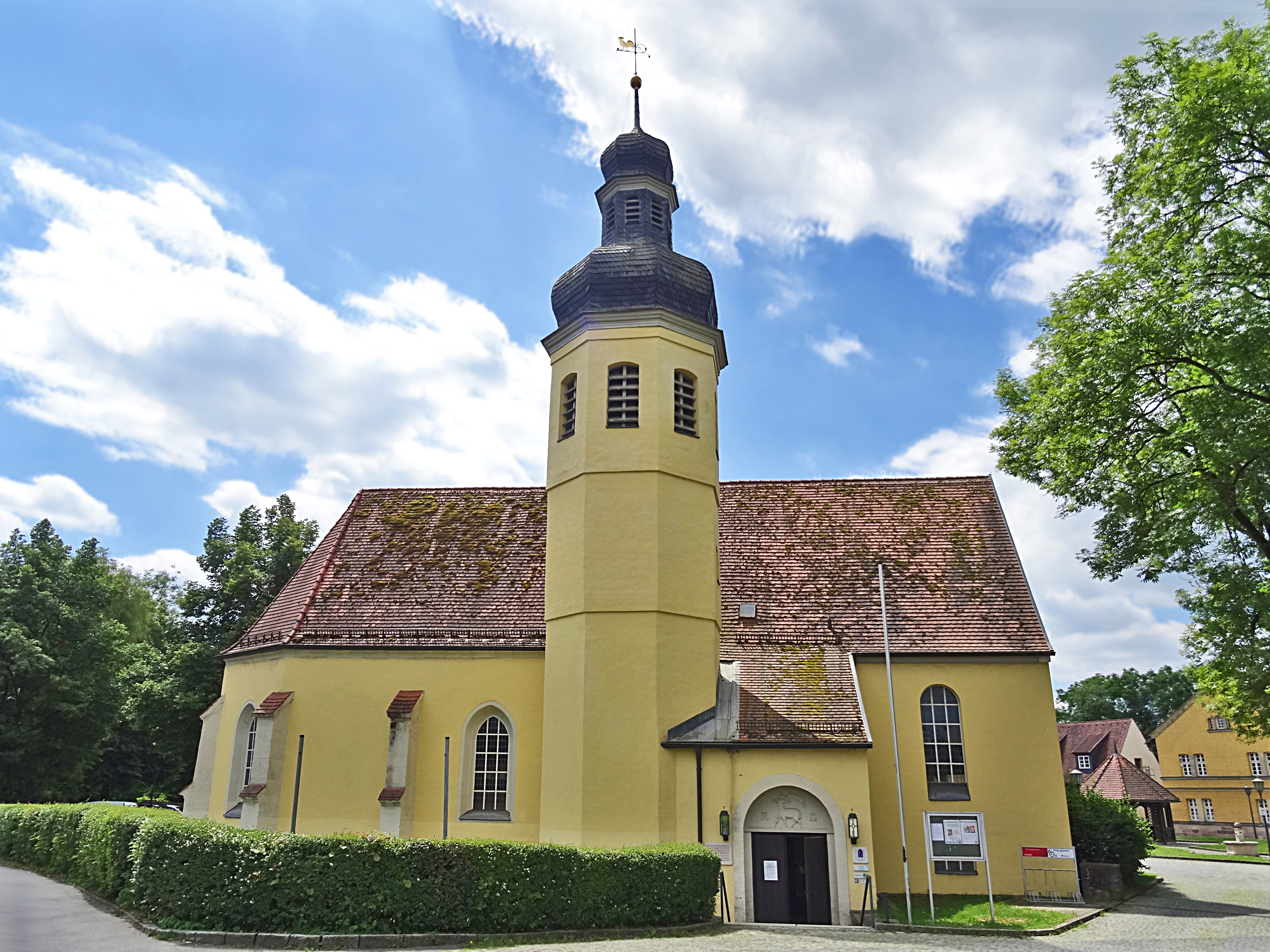
St.-Johannis-Kirche

Der Kern der Pfarrkirche St. Johannis wurde 1517 wohl von Heinz von Rosenau an Stelle einer Burgkapelle errichtet. Das spätgotische zweijochige Kirchhaus ließ Herzog Johann Casimir 1600/04 umbauen und
eine Stuckierung von Decke, Kanzel und Emporen in Form der Spätrenaissance anbringen. Queen Victoria veranlasste 1863 eine Renovierung der Kirche aus eigenen Mitteln. 1950 wurde Oeslau, das zuvor Jahrhunderte eine Filialgemeinde Einbergs war, zur selbständigen Pfarrei erhoben. 1953/54 folgte die Erweiterung des Kirchenschiffes nach Westen. Der dort stehende hölzerne Turm wurde abgebrochen und an der Nordseite massiv wiederaufgebaut. Außerdem wurden die Doppelemporen auf einstöckige Emporen zurückgebaut.

## Wirtschaft

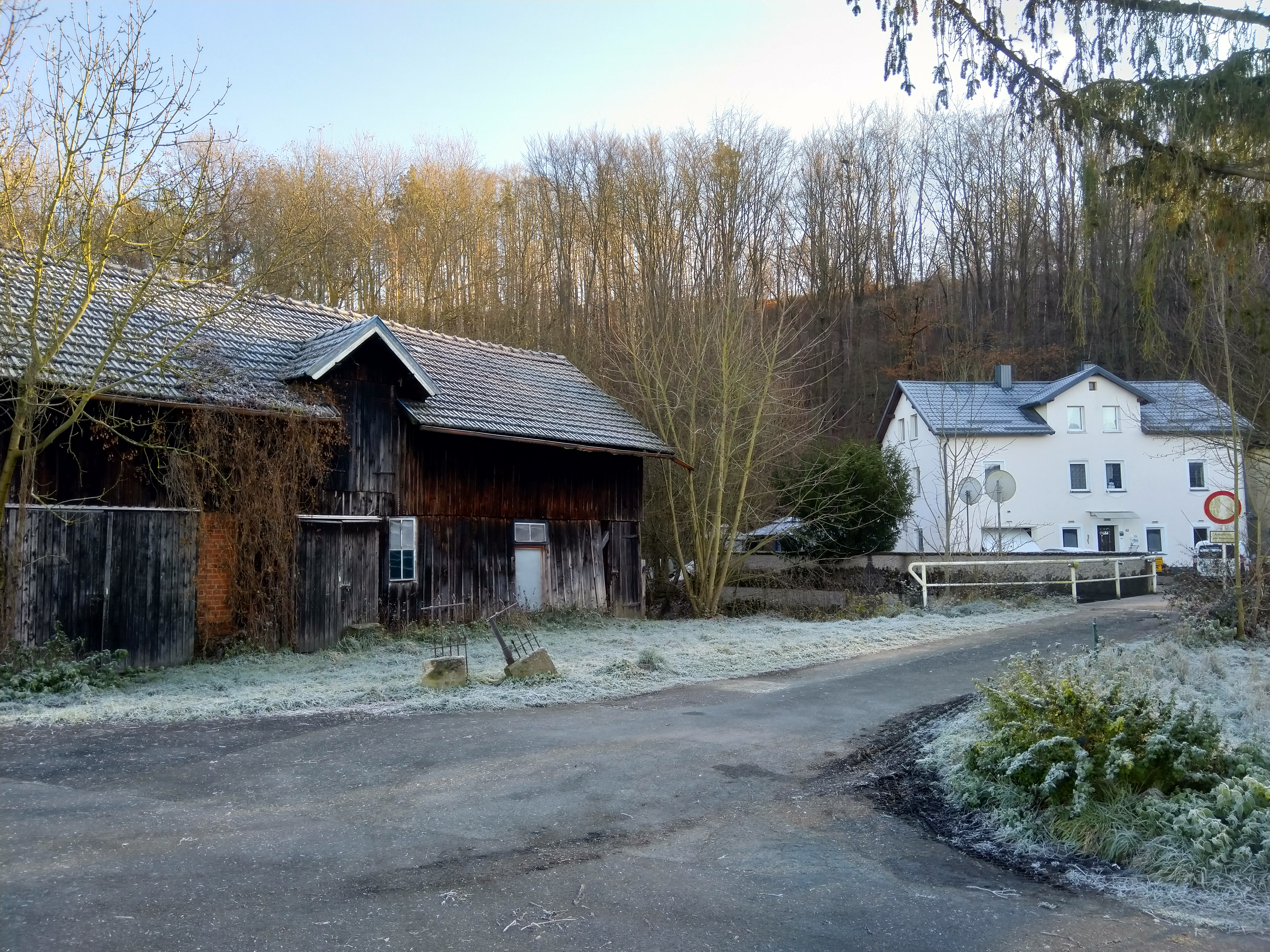
Thümmelsmühle

Das 1857 gegründete Annawerk und die 1871 eröffnete Porzellanfabrik W. Goebel prägten Oeslau in den vergangenen Jahrhunderten als Industriestandort. Im Jahr 1962 hatten sie zusammen 2300 Mitarbeiter.
Zur Dömane gehörten eine Straßenschänke und eine Brauerei. Aus der Straßenschänke, der 1492 das Schank- und Braurecht verliehen wurde, entwickelte sich im Laufe der Jahrhunderte die heutige Brauerei Grosch. Im Jahr 1820 bekam die Familie Bauersachs die Erlaubnis außerhalb der Domäne im eigenen Haus, mit angeschlossenem Gasthof, zu brauen. Seit 1852 ist der Betrieb, der in den 1970er Jahren um ein Hotel erweitert wurde, Eigentum der Familie Grosch. Die Domänenbrauerei wurde nach einem Brand 1848 ausgelagert. Im Jahr 1907 erwarb Carl Sauerteig den Gasthof und die Brauerei, die ab 1966 zur Brauerei 66 firmierte und 1984 nach der Übernahme durch die Kulmbacher Reichelbräu AG den Baubetrieb einstellte. Das Brauereigebäude, 1936 errichtet, wurde 1998 abgebrochen.
Bis Anfang des 19. Jahrhunderts war die Thümmelsmühle als Märbelmühle in Betrieb, der auch Johann Wolfgang von Goethe einen Besuch abstattete. Am selben Ort wurde dann Porzellan hergestellt.

## Dialekt
In Oeslau wird Itzgründisch, ein mainfränkischer Dialekt, gesprochen.